# James Rodríguez
James David Rodríguez Rubio (Cúcuta, 12. srpnja 1991.) kolumbijski je nogometaš koji igra na poziciji napadačkog veznog. Trenutačno igra za meksički León.

## Karijera

### Envigado
Rođen je u Cúcuti, James je rodom iz grada Ibague, gdje je proveo djetinjstvo. Rodríguez je započeo svoju profesionalnu nogometnu karijeru 2006. u kolumbijskom drugoligašu Envigadu. 

### Banfield
James je 2008. godine potpisao za argentinski klub Banfield za koji je imao debi 7. veljače 2009., a prvi gol je dao 27. veljače u pobjedi 3:1 protiv Rosario Centrala.

### Porto
Dana 6. srpnja 2010. Rodríguez je potpisao za Porto koji je za njega platio 5 milijuna €. Potpisao je ugovor na 4 godine. Dana 18. srpnja imao je debi nastup za Porto protiv Ajaxa u kojoj je bio i strijelac. S Portom je osvojio tri naslova prvaka Portugala, jedan nacionalni kup i jednu europsku ligu.

### Monaco
Dana 24. svibnja 2013. Rodríguez je pristupio francuskom prvoligašu Monacu za 45 milijuna eura te je potpisao ugovor na 5 godina koji istječe 2018. godine.

### Bayern München
U srpnju 2017. je Rodríguez posuđen njemačkom prvaku Bayernu. Real Madrid je kolumbijskog reprezentativca posudio na dvije godine.

### Everton
James je bez odštete potpisao za premijerligaški klub Everton u rujnu 2020. na dvije godine, uz pravo kluba da produži trajanje ugovora za još jednu sezonu.

## Stil igre
James Rodriguez je priznat kao vrstan razigravač koji svojom tehničkom sposobnošću i inteligencijom može stvoriti puno prilika za suigrače. Iako može igrati na krilu ili u sredini veznog reda, sam preferira biti odmah iza napadača. Njegove sjajne izvedbe za reprezentaciju Kolumbije, pogotovo na Svjetskom prvenstvu 2014. dovele su do usporedbi s legendarnim kolumbijskim razigravačem Carlosom Valderramom. On sam je proglasio Jamesa svojim nasljednikom.
Osim stvaranja prilika, James dosta i zabija, bilo iz igre, ili prekida.

## Vanjske poveznice
- Profil na BDFA